# 布瓦西勒勒波
布瓦西勒勒波（法語：Boissy-le-Repos，法語發音：[bwasi lə ʁəpo]）是法国马恩省的一个市镇，位于该省西部偏南，属于埃佩尔奈区。

## 地理
布瓦西勒勒波（48°50'51"N, 3°38'53"E）面积15.3 平方千米，位于法国大東部大區马恩省，该省份为法国东北部内陆省份，北起阿登省，西北接埃纳省，西南接塞纳-马恩省，南至奥布省，东南接上马恩省，东临默兹省。
与布瓦西勒勒波接壤的市镇（或旧市镇、城区）包括：沃尚、贝热尔苏蒙米拉伊、沙勒维尔、科尔费利、勒戈-苏瓦尼、勒图尔特罗斯奈。

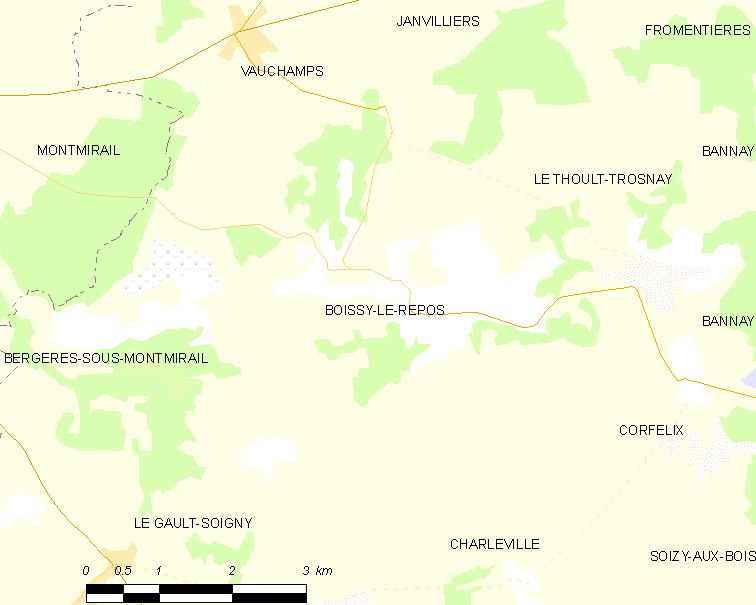
布瓦西勒勒波的OSM定位图

布瓦西勒勒波的时区为UTC+01:00、UTC+02:00（夏令时）。

## 行政
布瓦西勒勒波的邮政编码为51210，INSEE市镇编码为51070。

## 政治
布瓦西勒勒波所属的省级选区为塞扎讷-布里-香槟县。

## 人口

1962-2008年间布瓦西勒勒波人口变化图示

布瓦西勒勒波于2022年1月1日时的人口数量为233人。